# The Edinburgh Burgess Golfing Society
The Royal Burgess Golfing Society of Edinburgh is een golfclub in Schotland. Het is de een na oudste golfclub ter wereld.

## Geschiedenis
In 1735 speelde de leden van The Edinburgh Burgess Golfing Society al op de Bruntsfield Links, maar in 1784 verhuisde de club naar de Musselburgh Links, waar ook de leden van de Honourable Company, Bruntsfield Links Golfing Society en de Royal Musselburgh Golf Club speelden. Al gauw had men ook daar behoefte aan meer ruimte, want de sport werd door steeds meer mensen gespeeld. Bruntsfield verhuisde naar Muirfield en Burgess verhuisde in 1794 naar de huidige locatie in Barnton bij Edinburgh.
In 1929 schonk koning George I het predicaat Koninklijk aan de club en veranderde de naam in Royal Burgess Golfing Society. Hij was er zelf lid, net als later Michael Angus, George VI, Eduard VIII en de huidige Andrew van York.

### Leden
De Royal Burgess is een besloten club en het merendeel van de leden is bejaard. Lidmaatschap voor heren is ongeveer £1.100 per jaar, dames mogen geen lid worden maar mogen wel op een vaste weekdag als gast van een clublid spelen. Echtgenotes mogen ieder weekend en iedere maandag met hun echtgenoot spelen. Toch heeft de club een goede jeugdafdeling, bijna enkel bestaande uit kleinkinderen van de leden. Jack Nicklaus is wellicht het beroemdste lid.
Tijdens de Tweede Wereldoorlog liepen er schapen over de baan en werden vier holes gebruikt om groenten te verbouwen.

## De baan
De baan van Royal Burgess is een parkbaan. De baan is langer voor de dames en de par van de rode tee's 71, voor de heren (witte tee) is die 68 (geen par 5 holes).
| Hole  | 1 | 2 | 3 | 4 | 5 | 6 | 7 | 8 | 9 |    | 10 | 11 | 12 | 13 | 14 | 15 | 16 | 17 | 18 |    | Totaal | Lengte |
| ----- | - | - | - | - | - | - | - | - | - | -- | -- | -- | -- | -- | -- | -- | -- | -- | -- | -- | ------ | ------ |
| Heren | 4 | 4 | 4 | 4 | 3 | 4 | 4 | 3 | 4 | 34 | 4  | 4  | 4  | 3  | 4  | 4  | 4  | 4  | 3  | 34 | 68     | 5499m  |
| Dames | 4 | 4 | 4 | 4 | 3 | 5 | 4 | 3 | 4 | 35 | 4  | 4  | 4  | 3  | 4  | 4  | 5  | 4  | 4  | 36 | 71     | 5837m  |

Het baanrecord is 63 en staat op naam van Paul Leonard, die deze score binnenbracht tijdens het Martini Tournament van 1973. Het baanrecord voor amateurs is 64 en staat op naam van Fraser McCluskey, lid van Burgess.
Zie ook
Lijst van oudste golfclubs